# Саут-Юклід (Огайо)
Саут-Юклід (англ. South Euclid) — місто (англ. city) в США, в окрузі Каягога штату Огайо. Населення — 21 883 особи (2020).

## Географія
Саут-Юклід розташований за координатами 41°31′26″ пн. ш. 81°31′28″ зх. д. / 41.52389° пн. ш. 81.52444° зх. д. (41.523936, -81.524491).  За даними Бюро перепису населення США в 2010 році місто мало площу 12,04 км², уся площа — суходіл.

## Демографія
Згідно з переписом 2010 року, у місті мешкало 22 295 осіб у 8913 домогосподарствах у складі 5791 родини. Густота населення становила 1851 особа/км².  Було 9607 помешкань (798/км²).
Расовий склад населення:
| - 54,1 % — білих - 40,7 % — чорних або афроамериканців - 2,0 % — азіатів - 0,1 % — корінних американців |

До двох чи більше рас належало 2,5 %. Частка іспаномовних становила 2,0 % від усіх жителів.
За віковим діапазоном населення розподілялося таким чином: 24,0 % — особи молодші 18 років, 63,1 % — особи у віці 18—64 років, 12,9 % — особи у віці 65 років та старші. Медіана віку мешканця становила 37,9 року. На 100 осіб жіночої статі у місті припадало 83,9 чоловіків;  на 100 жінок у віці від 18 років та старших — 79,3 чоловіків також старших 18 років.
Середній дохід на одне домашнє господарство  становив 66 679 доларів США (медіана — 59 669), а середній дохід на одну сім'ю — 76 254 долари (медіана — 69 369). Медіана доходів становила 46 489 доларів для чоловіків та 45 576 доларів для жінок. За межею бідності перебувало 8,4 % осіб, у тому числі 8,2 % дітей у віці до 18 років та 7,4 % осіб у віці 65 років та старших.
Цивільне працевлаштоване населення становило 11 914 особи. Основні галузі зайнятості: освіта, охорона здоров'я та соціальна допомога — 32,1 %, виробництво — 10,4 %, роздрібна торгівля — 10,3 %.